# Aksel V. Johannesen
Aksel Vilhelmsson Johannesen (Klaksvík, Illes Fèroe, 8 de novembre de 1972) és un advocat feroès i polític del Javnaðarflokkurin (Partit Social Democràtic) i antic futbolista. Actualment és primer ministre de les Illes Fèroe.

## Carrera política
A les eleccions generals feroeses de 2008, Aksel Johannesen era el primer suplent al Løgting i, de vegades, ocupava un escó al parlament en substitució d'Andrias Petersen. Va esdevenir ministre de sanitat el 16 de juliol de 2009, quan John Johannessen va rebutjar el càrrec ministerial després de la renúncia de Hans Pauli Strøm. Va dimitir del càrrec de ministre de sanitat i va ser reassignat a ministre de finances el 21 de febrer i elegit com a president del Javnaðarflokkurin el 5 de març de 2011. El 6 d'abril d'aquell any, va ser nomenat vice-primer ministre. La seva principal tasca com a president del Partit Social Democràtic va ser retornar el partir a la importància que havia tingut a les properes eleccions al Løgting. El 14 de novembre de 2011 hi va haver un canvi de govern i el Partit Social Democràtic no en formà part. Aksel Johannesen va esdevenir president del Partit Social Democràtic al Løgting.
A les eleccions generals feroeses de l'1 de setembre de 2015, el partit de Johannesen va guanyar les eleccions amb el 25,1% dels vots. Ell mateix va obtenir 2405 vots personals, un nou rècord feroès. Va batre el rècord de Kaj Leo Holm Johannesen de 2011 que era de 1967 vots personals.
El febrer de 2019 Johannesen i el conseller de Polítiques Digitals i Administració Pública de la Generalitat de Catalunya, Jordi Puigneró, van signar un acord a Tórshavn d'impúls i col·laboració en polítiques digitals.

## Carrera futbolística
Aksel V. Johannesen va jugar a futbol al club de la seva ciutat natal, KÍ Klaksvík principalment com a davanter. Encara que no sempre era una elecció segura per jugar al millor equip, va aportar el seu gra de sorra, en guanyant KÍ la lliga feroesa de 1991 i la Copa nacional el 1994 (va entrar com a substitut en la victòria final 2-1 contra el B71 Sandur).
Aksel V. Johannesen també és un corredor destacat, va ser guanyador del campionat nacional de 100m el 1994. També jugava a voleibol amb el Mjølnir, l'equip de Klaksvík.

## Vida personal
És llicenciat en dret per la Universitat de Copenhaguen el 2004 i va treballar com a advocat a Tórshavn des del 2007 fins que es va convertir en polític professional. És expresident de l'equip de futbol de Klaksvík, Klaksvíkar Ítróttarfelag, on jugava quan era jove.
Aksel V. Johannesen és el fill de Vilhelm Johannesen, expolític feroès.